# Dmitri Tarabin
Dmitri Tarabin (Berlín, Alemania, 29 de octubre de 1991) es un atleta nacido alemán nacionalizado ruso, especialista en la prueba de lanzamiento de jabalina, con la que llegó a ser medallista de bronce mundial en 2013.

## Carrera deportiva
En el Mundial de Moscú 2013 gana la medalla de bronce en lanzamiento de jabalina, tras el checo Vítězslav Veselý (oro) y el finlandés Tero Pitkämäki (plata).